# جعة الشيلم

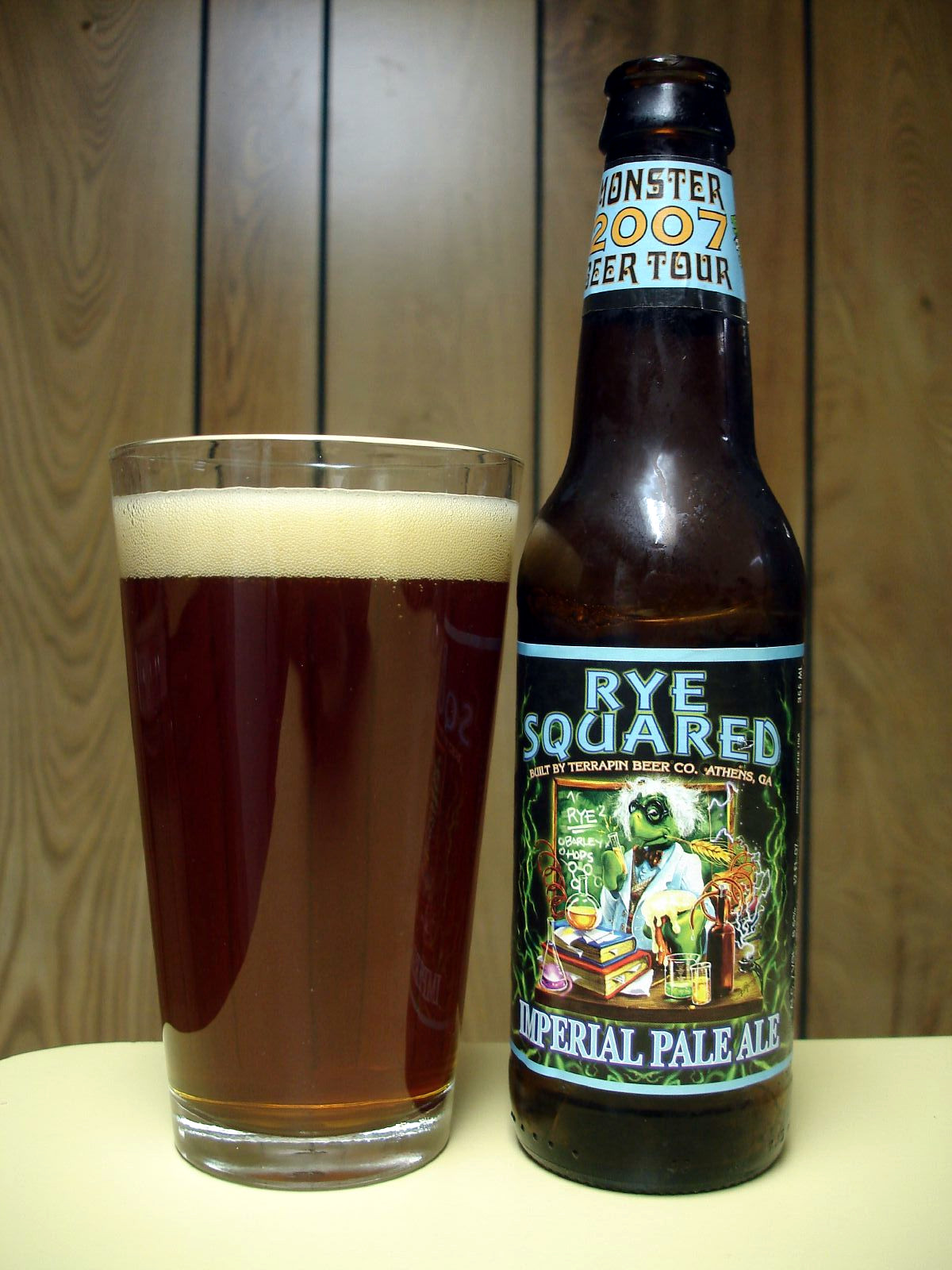
كأس وزجاجة من جعة الشيلم

جعة الشيلم أو بيرة الجويدار هي جعة يستبدل فيها الشيلم جزءًا من الشعير المُملَّت.
جعة الشيلم الألمانية هي بيرة منتجة بنسبة تصل إلى 60% من شعير الجاودار. نشأ هذا النمط في بَفارية في جنوب ألمانيا، ويُخمر بنفس نوع الخميرة مثل جعة القمح الألمانية ما يعطي مذاقًا خفيفًا جافًا مماثلًا.
أما في الولايات المتحدة فتُنتج جعة الشيلم في مصانع الجعة المنزلية ومصانع الجعة الصغيرة. فمثلًا تُجعل الجنجلة تصل حالة تشبه فيها المزر الفاتح الهندي الأمريكي الهندية (IPAs).
يُصنع الكَفاس السلافي التقليدي بخبز الشيلم المنقوع والمخمر.